# 卡尔曼哈佐
卡尔曼哈佐，是匈牙利索博尔奇-索特马尔-贝拉格州所辖的一个村。总面积37.24平方公里，总人口2021，人口密度54.3人/平方公里（2011年1月1日）。